# 혈관 확장
혈관 확장(vasodilation)은 혈관이 확장되는 것을 말한다.  혈관벽 내에 있는 부드러운 근육 세포의 이완으로부터 생긴다.  주로 대동맥, 대정맥, 세동맥에서 일어난다.  혈관 수축의 반대되는 과정이다.

## 같이 보기
- 혈관 수축